# Чийгоз Ахтем Зейтуллайович
Чийго́з Ахте́м Зейтулла́йович (крим. Çiygoz Zeytulla oğlu Ahtem, нар. 14 грудня 1964, Булунгур, УзРСР) — український кримськотатарський політик, заступник голови Меджлісу кримськотатарського народу (з 2008 року), голова Бахчисарайського регіонального меджлісу, депутат Бахчисарайської районної ради, народний депутат України від партії «Європейська солідарність». Брат кримськотатарського політика Рустема Чийгоза.
Дружина — Ельміра Аблялімова.

## Життєпис
Народився 14 грудня 1964 року в місті Булунгур Самаркандської області Узбецької РСР.
На історичну батьківщину, в Крим, Чийгоз повернувся у 1989 році. У 2002 році Ахтем Чийгоз був обраний Головою Бахчисарайського регіонального меджлісу, і невдовзі — членом Меджлісу кримськотатарського народу. З 2002 до 2010 року — член Ради представників кримськотатарського народу при Президентові України.
2004 року на пішохідному переході збив вагітну жінку. Родині постраждалої, яка від отриманих травм померла в лікарні, він виплатив згідно з рішенням суду компенсацію в розмірі 80 тисяч гривень.
У 2008 році Чийгоза було призначено заступником голови Меджлісу кримськотатарського народу. В 2010 році під час конфлікту між кримськими татарами та православною громадою Бахчисарая, група людей під проводом Ахтема Чийгоза зруйнувала бетонний майданчик, що призначався для зведення екскурсійного кіоску монастиря. За словами самого Ахтема, подібна ситуація виникла через те, що роботи з встановлення цього об'єкта велися не на території монастиря, а на майданчику, що перебуває у загальному користуванні.
У 2012 році Ахтем Чийгоз відзначився боротьбою з нелегальними паркувальниками, що займалися незаконним бізнесом поряд з пам'яткою Зинджирли-медресе та Свято-Успенським монастирем. Того ж року Чийгоз балотувався по одномандатному округу до Верховної Ради України, однак посів друге місце, поступившись представнику Партії Регіонів Григорію Грубі. Після проголошення у 2013 році Мустафою Джемілєвим наміру скласти повноваження голови Меджліса, Ахтем Чийгоз вважався одним з найреальніших кандидатів на цю посаду, однак відмовився брати участь у виборах, підтримавши кандидатуру Рефата Чубарова.
Чийгоз, як і більшість кримських татар, підтримав мітинги народу на Майдані Незалежності в Києві наприкінці 2013 року. У січні 2014 року, за словами Ахтема, йому намагалися підкинути в поїзді пакет з наркотиками, однак він вчасно помітив його та попросив провідника забрати, навіть не торкаючись до пакету.
Виступав на підтримку ув'язненого в Росії українського режисера Олега Сенцова.

### Переслідування російською владою
29 січня 2015 року Ахтема Чийгоза було затримано представниками силових структур російської окупаційної влади. Йому інкримінували частину 1 статті 212 Кримінального кодексу Російської Федерації («організація масових заворушень»), що передбачає позбавлення волі строком на 10 років. Як запобіжний захід було обрано утримання під вартою тривалістю три тижні. Причиною арешту стала участь заступника голови Меджлісу в мітингу перед будівлею Верховної Ради Криму 26 лютого 2014 року.
Правозахисна організація Amnesty International назвала подію «черговим із низки репресивних заходів» проти незгодних з анексією Криму. У повідомленні сказано: «Під час акції були поодинокі випадки застосування помірного насильства, але не було жодних ознак масових заворушень. Ахтем Чийгоз був одним із тих, хто намагався допомогти міліції утримувати два натовпи подалі один від одного». «Розпочавши кримінальне переслідування за вочевидь сфабрикованими звинуваченнями, місцева влада перейшла чергову межу. Арешт Ахтема Чийгоза є переконливою спробою змусити замовкнути критиків окупації Криму і послати сигнал іншим про наслідки проявів інакодумства в Криму».
11 вересня 2017 року так званий «Верховний суд» анексованого Криму засудив Ахтема Чийгоза до 8 років колонії суворого режиму. 25 жовтня Чийгоз разом з іншим кримськотатарським політв'язнем Ільмі Умеровим були видані Туреччині та звільнені від відбування покарання.

### Парламентська діяльність
Голова підкомітету з питань етнополітики, прав корінних народів та національних меншин України Комітету Верховної Ради з питань прав людини, деокупації та реінтеграції тимчасово окупованих територій у Донецькій, Луганській областях та Автономної Республіки Крим, міста Севастополя, національних меншин і міжнаціональних відносин.

## Нагороди
- Орден «За заслуги» III ст. (24 серпня 2017) — за значний особистий внесок у державне будівництво, соціально-економічний, науково-технічний, культурно-освітній розвиток України, вагомі трудові здобутки та високий професіоналізм[21][22]